# Concerti per violino di Johann Sebastian Bach

## Concerti per violino
- BWV 1041 - Concerto per violino in La minore
- BWV 1042 - Concerto per violino in Mi maggiore
- BWV 1043 - Concerto per due violini in Re minore
- BWV 1044 - Concerto per flauto, violino e clavicembalo in La minore (conosciuto anche come "Concerto triplo") - adattamento del preludio e fuga per clavicembalo in La minore BWV 894 (movimenti 1 e 3) e movimento medio della sonata per organo in Re minore BWV 527 (movimento 2)
- BWV 1045 - Movimento di concerto per violino in Re maggiore
- A questi si aggiungano: Concerto in re min ( versione originale, perduta e ricostruita, del concerto in re min. per clavicembalo BWV 1052), Concerto in sol min ( versione originale -forse anche per oboe e orchestra-, perduta e ricostruita, del concerto in fa min. per clavicembalo BWV 1056), Concerto in do min per 2 violini o violino e oboe (versione originale, perduta e ricostruita, del concerto in do min. per 2 clavicembali BWV 1060), Concerto in Re magg. per 3 violini (versione originale, perduta e ricostruita, del concerto in Do magg. per 3 clavicembali BWV 1064)